# کنتا فوروبه
کنتا فوروبه (انگلیسی: Kenta Furube؛ زادهٔ ۳۰ نوامبر ۱۹۸۵) بازیکن فوتبال اهل ژاپن است.
از باشگاه‌هایی که در آن بازی کرده‌است می‌توان به باشگاه فوتبال آویسپا فوکوئوکا اشاره کرد.